# Брокенхьельм, Мальвина
Хильда Ингеборг Мальвина Габриэлла Брокенхьельм, урождённая Рунстен (швед. Hilda Ingeborg Malvina Gabriella Bråkenhielm; 25 декабря 1853, Норрчёпинг — 25 декабря 1928, Лунд) — шведская писательница.

## Биография и творчество
Мальвина Рунстен родилась в 1853 году в Норрчёпинге. Её отец, Бернхард Рунстен, был священником и доктором теологии; её мать была ученицей и подругой Йенни Линд. У Мальвины (в семье её звали «Вина») было четыре сестры, старшая из которых, Лаура Фитингхофф, впоследствии также стала писательницей. Все сёстры обучались музыке и языкам, в том числе латыни, которой их учил отец.
В 1876 году Мальвина вышла замуж за гражданского инженера Юхана Николауса Ренстьерна. У них родилось двое детей, однако через три года
муж Мальвины умер. Чтобы заработать на жизнь, она давала концерты в провинции, а также писала статьи и рассказы для журналов и газет. В 1884 году вышла её первая книга, «Skisser och berättelser» («Очерки и рассказы»), под псевдонимом «Rachel».
В 1889 году Мальвина второй раз вышла замуж, за инженера Карла Брокенхьельма. Он работал в США, поэтому бракосочетание состоялось в Нью-Йорке. Однако брак оказался неудачным: муж разорился, начал пить и изменять жене. В декабре 1889 года он умер, и Мальвина снова оказалась вдовой. Она вернулась в Швецию, где весной 1890 году у неё родился сын. Ей снова пришлось беспокоиться о том, чтобы прокормить себя и детей, и некоторое время она преподавала пение в Уппсале и Карлскруне. Затем, в 1897 году, Мальвина снова отправилась в Америку. Не найдя работы, через год она вернулась в Швецию и поселилась у сестры Лауры.
С 1884 по 1920 год Мальвина Брокенхьельм написала несколько романов и сборников рассказов, в общей сложности около пятидесяти. Она также регулярно печаталась в различных журналах, написав для них около 250 рассказов. Кроме того, она занималась филантропической деятельностью, следуя христианскому воспитанию, полученному в детстве.
Пережив всех своих сестёр, Мальвина Брокенхьельм умерла в Лунде в 1928 году и была похоронена в Сёдертелье.